# Chionactis
Genre
Chionactis est un genre de serpents de la famille des Colubridae.

## Répartition
Les trois espèces de ce genre se rencontrent dans le sud des États-Unis et au Mexique.

## Liste des espèces
Selon The Reptile Database (3 septembre 2014) :
- Chionactis annulata (Baird, 1859)
- Chionactis occipitalis (Hallowell, 1854)
- Chionactis palarostris (Klauber, 1937)

## Publication originale
- Cope, 1860 : Catalogue of Colubridæ in the Museum of the Academy of Natural Sciences of Philadelphia, with notes and descriptions of new species. Part 2. Proceedings of the Academy of Natural Sciences of Philadelphia, vol. 12, p. 241-266 (texte intégral).